# Mashimo leleupi
Mashimo leleupi là một loài nhện trong họ Dictynidae. Chúng được Pekka T. Lehtinen miêu tả năm 1967, và chỉ được tìm thấy ở Zambia.